# Stelios Andreou
Stelios Andreou (griego: Στέλιος Ανδρέου, Nicosia, 4 de julio de 2002) es un futbolista chipriota que juega como defensa en el Widzew Łódź de la Ekstraklasa.

## Selección nacional
Debutó con la selección de fútbol de Chipre el 27 de marzo de 2021 en un partido de clasificación para la Copa Mundial de 2022 contra Croacia.

## Estadísticas

### Clubes
Actualizado al último partido disputado el 29 de octubre de 2024.
| Club                               | Div.          | Temporada     | Liga  | Liga  | Copas nacionales | Copas nacionales | Copas internacionales | Copas internacionales | Total | Total |
| Club                               | Div.          | Temporada     | Part. | Goles | Part.            | Goles            | Part.                 | Goles                 | Part. | Goles |
| ---------------------------------- | ------------- | ------------- | ----- | ----- | ---------------- | ---------------- | --------------------- | --------------------- | ----- | ----- |
| Olympiakos Nicosia F. C. Chipre    | 1.ª           | 2020-21       | 34    | 1     | 7                | 1                | —                     | —                     | 41    | 2     |
| Olympiakos Nicosia F. C. Chipre    | Total club    | Total club    | 34    | 1     | 7                | 1                | 0                     | 0                     | 41    | 2     |
| Royal Charleroi S. C. · Bélgica    | 1.ª           | 2021-22       | 27    | 1     | 1                | 0                | —                     | —                     | 28    | 1     |
| Royal Charleroi S. C. · Bélgica    | 1.ª           | 2022-23       | 23    | 0     | 1                | 0                | —                     | —                     | 24    | 0     |
| Royal Charleroi S. C. II · Bélgica | 3.ª           | 2022-23       | 2     | 0     | 0                | 0                | —                     | —                     | 2     | 0     |
| Royal Charleroi S. C. II · Bélgica | Total club    | Total club    | 2     | 0     | 0                | 0                | 0                     | 0                     | 2     | 0     |
| Royal Charleroi S. C. · Bélgica    | 1.ª           | 2023-24       | 33    | 1     | 2                | 0                | —                     | —                     | 35    | 1     |
| Royal Charleroi S. C. · Bélgica    | 1.ª           | 2024-25       | 12    | 0     | 1                | 0                | —                     | —                     | 13    | 0     |
| Royal Charleroi S. C. · Bélgica    | Total club    | Total club    | 95    | 2     | 5                | 0                | 0                     | 0                     | 100   | 2     |
| Total carrera                      | Total carrera | Total carrera | 131   | 3     | 12               | 1                | 0                     | 0                     | 143   | 4     |